# Secret Story: La casa de los secretos
Secret Story: La casa de los secretos fue un programa de televisión de telerrealidad, producido por Zeppelin TV (del grupo Banijay Iberia). Se trataba de la adaptación española de Secret Story, que a su vez era una adaptación francesa del famoso programa de origen neerlandés Big Brother. En él, un grupo de concursantes estaba encerrado en una casa para intentar superar las pruebas, las nominaciones y las expulsiones, y así conseguir el premio final de 50 000 € en el caso de los famosos o 150 000 € en el de los anónimos. Sin embargo, a diferencia de otros espacios como Gran Hermano o Gran Hermano VIP, cada participante guardaba un secreto y debía intentar descubrir los de sus compañeros sin que los demás descubrieran el suyo, ya que mediante este juego había otro premio de 50 000 € para quien lograra llegar a la recta final con la esfera premiada. Hasta la fecha se han emitido dos ediciones, una de famosos y otra de anónimos.

## Formato
Un grupo de concursantes, seleccionados de un casting previo al concurso, conviven en una casa diseñada para ello (contiene estancias ocultas, puertas secretas, pasadizos, la white room —desde la que pueden vigilar a sus compañeros— o la sala de las pistas, mientras que conserva otras salas características del formato original, como la sala de confesiones y las zonas comunes), en la que son filmados por cámaras y micrófonos durante las 24 horas del día. Los habitantes de la casa tienen totalmente prohibido cualquier tipo de contacto con el exterior, anulando también la televisión, la radio, internet, la música, los libros o lápices, entre otras cosas de menor importancia. Solo podrán recibir ayuda psicológica si ellos así lo desean. La duración del programa es de 3 meses aproximadamente.
Los participantes tienen un secreto que mantener a salvo mientras intentan descubrir los de sus compañeros a través de las pistas. Asimismo, al principio de la edición se realiza un sorteo con 16 esferas, una de las cuales contiene 50 000 euros que se llevará uno de los participantes —aquel que resulte ser el mejor investigador— sin saberlo hasta el final del concurso. Así, en relación con estos dos aspectos, el concursante que crea haber adivinado el secreto de otro puede activar el pulsador del cubo (sala de confesiones) y emitir su alegato en presencia de "la voz", apostando su esfera con la persona cuyo secreto crea saber. En otro momento, ambos han de enfrentarse en privado, donde el imputado tiene que justificarse sin revelar su secreto. Si al final de la ceremonia el acusador se atreve a confirmar su hipótesis, vuelve a accionar el pulsador, pero si se arrepiente porque cree que se ha equivocado, no lo presiona y no hay consecuencias. Luego, en caso de acertar, gana la esfera del acusado; de lo contrario, pierde la suya en favor de este último. Cabe destacar que, cuando un concursante es expulsado sin que su secreto sea revelado, su esfera se pone en juego mediante una prueba o la deja en herencia a la persona que elija.
"La voz" es un personaje invisible que puede hablar en cualquier momento a los concursantes a través de los altavoces y darles instrucciones. Al comienzo del juego, esta impone unas reglas que los concursantes deben obedecer durante todo el transcurso de la edición si no quieren ser penalizados. Además, a lo largo del programa, aparece un teléfono desde el que esta o los propios presentadores pueden hacer que los concursantes que respondan tengan privilegios o contraprestaciones (inmunidad, nominación directa, etc.). "La voz" también tiene la capacidad de proponer misiones secretas a uno o varios concursantes, permitiéndoles obtener pistas sobre los secretos de sus compañeros.
Aparte, como obligación, los concursantes tienen diferentes tareas para mantener la casa limpia, y deben superar las pruebas semanales propuestas por la organización para obtener dinero para poder hacer la compra de comida semanal. Cada concursante recibe un presupuesto semanal para adquirir comida y otros productos, que variará según las realicen. Las pruebas son diseñadas para comprobar su capacidad de trabajo en equipo.
Por último, cada semana, dentro de un proceso de votación, los concursantes dan los nombres de los compañeros que quieren ver fuera de la casa. Finalmente, los que obtienen la mayor puntuación son los nominados. Tras una semana de espera, se les comunica la decisión de la audiencia, que ha estado votando para decidir quién debe ser expulsado. En ese mismo instante, el concursante elegido debe abandonar la casa. Comienza entonces una entrevista en primicia para el programa. El último que permanezca en la casa será el ganador de los 150 000 euros que hay en juego.

## Equipo
| Gala La noche de los secretos | Cuenta atrás Última hora |

|                      | Logo de Telecinco · Cuatro (canal de televisión) | Logo de Telecinco · Cuatro (canal de televisión) |
| Edición              | 1.ª                                              | 2.ª                                              |
| Año                  | 2021                                             | 2022                                             |
| -------------------- | ------------------------------------------------ | ------------------------------------------------ |
| Jorge Javier Vázquez |                                                  |                                                  |
| Jordi González       |                                                  |                                                  |
| Carlos Sobera        |                                                  |                                                  |
| Lara Álvarez         |                                                  |                                                  |
| Toñi Moreno          |                                                  |                                                  |
| Sandra Barneda       |                                                  |                                                  |
| Lidia Torrent        |                                                  |                                                  |

## Secret Story: La casa de los secretos(2021)
- 9 de septiembre de 2021 - 23 de diciembre de 2021 (105 días).

En julio de 2021, Mediaset España reveló sus principales apuestas de cara al comienzo de la temporada 2021/2022, la cual daría comienzo en septiembre. Entre ellas, destacó la producción de la primera versión mundial con famosos de Secret Story, un programa de telerrealidad ya emitido en otros países con participantes anónimos. Este hecho propició la cancelación temporal de la octava edición de Gran Hermano VIP, ya que estaba prevista inicialmente para esas mismas fechas. Asimismo, a mediados de agosto, el grupo audiovisual anunció mediante promoción que Jorge Javier Vázquez presentaría las galas de los jueves, mientras que Jordi González y Carlos Sobera se harían cargo de la conducción de Secret Story: La noche de los secretos (debates dominicales) y de Secret Story: Cuenta atrás (segunda gala semanal de los martes), respectivamente. A ellos se uniría también Lara Álvarez para estar al frente de las conexiones de última hora habituales del access prime time del canal, mientras que el resumen diario se emitiría en Mitele Plus y su canal 24 horas.
La ganadora del "juego de los secretos" fue Sandra Pica (50 000 €) y el ganador de la edición a través del televoto final fue Luca Onestini (50 000 €). El lema fue "Todos tienen secretos. Descúbrelos".

### Concursantes
|                    |               | Procedencia | Edad                                   | Conocido por ser…             | Duración                                           | Información      |
| ------------------ | ------------- | ----------- | -------------------------------------- | ----------------------------- | -------------------------------------------------- | ---------------- |
|                    | Luca Onestini | Bolonia     | 28 años                                | Hermano de Gianmarco Onestini | 105 días                                           | Ganador (58,9 %) |
| Cristina Porta     | Lleida        | 31 años     | Periodista deportiva                   | 105 días                      | 2.ª finalista (41,1 %)                             |                  |
| Daniel Oviedo      | Sevilla       | 22 años     | Cantantes de Gemeliers                 | 105 días                      | 3.os finalistas                                    |                  |
| Jesús Oviedo       | Sevilla       | 22 años     | Cantantes de Gemeliers                 | 105 días                      | 3.os finalistas                                    |                  |
| Luis Rollán        | Sevilla       | 45 años     | Actor y colaborador de TV              | 103 días                      | 4.º finalista                                      |                  |
| Sandra Pica        | Barcelona     | 23 años     | Participante de LIDLT 2                | 98 días                       | 14.ª expulsiónGanadora del "juego de los secretos" |                  |
| Julen de la Guerra | Madrid        | 25 años     | Tronista de MyHyV                      | 91 días                       | 13.ª expulsión                                     |                  |
| Miguel Frigenti    | Toledo        | 34 años     | Periodista                             | 21 / 25 días                  | 3.ª / 12.ª expulsión                               |                  |
| Adara Molinero     | Madrid        | 28 años     | Concursante de Gran Hermano 17         | 38 / 18 días                  | Reserva / 8.ª / 11.ª expulsión                     |                  |
| Isabel Rábago      | La Coruña     | 47 años     | Periodista                             | 70 días                       | 10.ª expulsión                                     |                  |
| Cynthia Martínez   | Barcelona     | 34 años     | Actriz y modelo                        | 63 días                       | 9.ª expulsión                                      |                  |
| Canales Rivera     | Cádiz         | 47 años     | Torero                                 | 49 días                       | 7.ª expulsión                                      |                  |
| Lucía Pariente     | Ávila         | 58 años     | Madre de Alba Carrillo                 | 42 / 4 días                   | 6.ª expulsión                                      |                  |
| Emmy Russ          | Hamburgo      | 22 años     | Modelo y concursante de realities      | 35 días                       | 5.ª expulsión                                      |                  |
| Fiama Rodríguez    | Las Palmas    | 28 años     | Tronista de MyHyV                      | 28 días                       | 4.ª expulsión                                      |                  |
| Sofía Cristo       | Madrid        | 38 años     | DJ, hija de Ángel Cristo y Bárbara Rey | 19 días                       | Expulsión disciplinaria                            |                  |
| Bigote Arrocet     | Buenos Aires  | 71 años     | Actor y humorista                      | 14 días                       | 2.ª expulsión                                      |                  |
| Chimo Bayo         | Valencia      | 59 años     | DJ y cantante                          | 7 días                        | 1.ª expulsión                                      |                  |

### Secretos
| N.º | Secreto                                                        | Dueño              | Esferas                                                | Descubierto por… | Fecha      |
| --- | -------------------------------------------------------------- | ------------------ | ------------------------------------------------------ | ---------------- | ---------- |
| 1   | Soy amante de un presentador                                   | Luis Rollán        | 1 (n.º 53)                                             | No descubierto   | 25/11/2021 |
| 2   | Heredaré un marquesado                                         | Gemeliers          | 1 (n.º 13)                                             | Luca             | 07/10/2021 |
| 3   | Tuve una relación con un jugador del Real Madrid               | Cynthia Martínez   | Ninguna                                                | No descubierto   | 25/11/2021 |
| 4   | Robo la ropa interior de mis amantes                           | Fiama Rodríguez    | Ninguna                                                | No descubierto   | 10/10/2021 |
| 5   | Mi familia no sabe que los estafé                              | Lucía Pariente     | Ninguna                                                | No descubierto   | 24/10/2021 |
| 6   | Perdí la virginidad con una persona trans                      | Canales Rivera     | Ninguna                                                | No descubierto   | 31/10/2021 |
| 7   | Me han dado la extremaunción                                   | Miguel Frigenti    | Ninguna                                                | No descubierto   | 03/10/2021 |
| 8   | Viví en un centro de menores porque mi madre me abandonó       | Emmy Russ          | Ninguna                                                | No descubierto   | 14/10/2021 |
| 9   | Quería ser monja y me han ofrecido ser escort                  | Cristina Porta     | Ninguna                                                | Lucía            | 05/10/2021 |
| 10  | Soy hermano/a de mi padre                                      | Bigote Arrocet     | Ninguna                                                | No descubierto   | 23/09/2021 |
| 11  | Tuve una aventura con una mujer casada                         | Sofía Cristo       | Ninguna                                                | No descubierto   | 03/10/2021 |
| 12  | En la infancia me llamaban bola de sebo con patas              | Sandra Pica        | 1 (n.º 2)                                              | Gemeliers        | 06/10/2021 |
| 13  | Hice un milagro                                                | Chimo Bayo         | Ninguna                                                | No descubierto   | 16/09/2021 |
| 14  | Tengo una anomalía física a la que llamo "the warrior dolphin" | Julen de la Guerra | 12 (n.os 3, 5, 7, 11, 17, 23, 29, 31, 37, 41, 43 y 47) | Gemeliers        | 21/09/2021 |
| 15  | Me hice famoso(a) el día que nací                              | Luca Onestini      | 1 (n.º 19)                                             | Isabel           | 09/11/2021 |
| 16  | Fui kelly                                                      | Isabel Rábago      | Ninguna                                                | Julen            | 18/11/2021 |
| 17  | Hice el amor en un tanatorio                                   | Adara Molinero     | Ninguna                                                | No descubierto   | 25/11/2021 |

### Tabla de estadísticas
|               | Gala 1 | C.Atrás 1 | Gala 2                               | Gala 3                                                     | Gala 4                             | Gala 5                                                        | Gala 6                                                                                                   | Gala 7                              | Gala 8                              | Gala 9                                    | Gala 9                                    | Gala 10                            | Gala 11                              | Gala 12                              | Gala 13                                                      | Gala 14                                                    | Gala 15                               | Semifinal                    | Final                     | Final           |
| ------------- | ------ | --------- | ------------------------------------ | ---------------------------------------------------------- | ---------------------------------- | ------------------------------------------------------------- | --- | ----------------------------------- | ----------------------------------- | ----------------------------------------- | ----------------------------------------- | ---------------------------------- | ------------------------------------ | ------------------------------------ | ------------------------------------------------------------ | ---------------------------------------------------------- | ------------------------------------- | ---------------------------- | ------------------------- | --------------- |
| Luca          | Entra  | Salvado   | Salvado                              | Nominado                                                   | Nominado                           | Nominado                                                      | Salvado                                                                                                  | Salvado                             | Salvado                             | Inmune                                    | Inmune                                    | Nominado                           | Salvado                              | Nominado                             | Nominado                                                     | Salvado                                                    | Finalista                             | Finalista                    | Finalista                 | Ganador         |
| Cristina      | Entra  | Nominada  | Nominada                             | Inmune                                                     | Nominada                           | Nominada                                                      | Inmune                                                                                                   | Salvada                             | Salvada                             | Salvada                                   | Salvada                                   | Nominada                           | Nominada                             | Nominada                             | Inmune                                                       | Salvada                                                    | Finalista                             | Finalista                    | Finalista                 | Segunda         |
| Gemeliers     | Entran | Salvados  | Salvados                             | Salvados                                                   | Salvados                           | Salvados                                                      | Salvados                                                                                                 | Inmunes                             | Nominados                           | Salvados                                  | Salvados                                  | Salvados                           | Inmunes                              | Salvados                             | Nominados                                                    | Nominados                                                  | Finalistas                            | Finalistas                   | Terceros                  |                 |
| Luis          | Entra  | Salvado   | Salvado                              | Salvado                                                    | Salvado                            | Salvado                                                       | Salvado                                                                                                  | Salvado                             | Salvado                             | Salvado                                   | Salvado                                   | Salvado                            | Salvado                              | Salvado                              | Nominado                                                     | Nominado                                                   | Finalista                             | Cuarto                       |                           |                 |
| Sandra        | Entra  | Salvada   | Salvada                              | Nominada                                                   | Salvada                            | Salvada                                                       | Salvada                                                                                                  | Nominada                            | Salvada                             | Nominada                                  | Nominada                                  | Salvada                            | Salvada                              | Nominada                             | Inmune                                                       | Nominada                                                   | Expulsada                             | Secretos                     |                           |                 |
| Julen         | Entra  | Inmune    | Salvado                              | Salvado                                                    | Inmune                             | Salvado                                                       | Salvado                                                                                                  | Nominado                            | Salvado                             | Nominado                                  | Nominado                                  | Inmune                             | Salvado                              | Inmune                               | Nominado                                                     | Expulsado                                                  |                                       |                              |                           |                 |
| Miguel        | Entra  | Salvado   | Nominado                             | Nominado                                                   | Expulsado                          |                                                               | |                                     |                                     | Candidato                                 | Candidato                                 | Repesca                            | Nominado                             | Nominado                             | Expulsado                                                    |                                                            |                                       |                              |                           |                 |
| Adara         |        |           |                                      |                                                            | Entra                              | Nominada                                                      | Nominada                                                                                                 | Salvada                             | Nominada                            | Exp.                                      | Can.                                      | Repesca                            | Nominada                             | Expulsada                            |                                                              |                                                            |                                       |                              |                           |                 |
| Isabel        | Entra  | Salvada   | Salvada                              | Salvada                                                    | Salvada                            | Salvada                                                       | Nominada                                                                                                 | Salvada                             | Salvada                             | Salvada                                   | Salvada                                   | Nominada                           | Expulsada                            |                                      |                                                              |                                                            |                                       |                              |                           |                 |
| Cynthia       | Entra  | Salvada   | Salvada                              | Salvada                                                    | Nominada                           | Nominada*                                                     | Salvada                                                                                                  | Salvada                             | Nominada                            | Nominada                                  | Nominada                                  | Expulsada                          |                                      |                                      |                                                              |                                                            |                                       |                              |                           |                 |
| Canales       | Entra  | Salvado   | Salvado                              | Salvado                                                    | Salvado                            | Nominado*                                                     | Salvado                                                                                                  | Nominado                            | Expulsado                           |                                           |                                           |                                    |                                      |                                      |                                                              |                                                            |                                       |                              |                           |                 |
| Lucía         | Entra  | Salvada   | Salvada                              | Salvada                                                    | Salvada                            | Salvada                                                       | Nominada                                                                                                 | Expulsada                           |                                     | Candidata                                 | Candidata                                 | Eliminada                          |                                      |                                      |                                                              |                                                            |                                       |                              |                           |                 |
| Emmy          | Entra  | Nominada  | Nominada                             | Salvada                                                    | Salvada                            | Nominada                                                      | Expulsada                                                                                                |                                     |                                     |                                           |                                           |                                    |                                      |                                      |                                                              |                                                            |                                       |                              |                           |                 |
| Fiama         | Entra  | Salvada   | Salvada                              | Salvada                                                    | Nominada                           | Expulsada                                                     | |                                     |                                     |                                           |                                           |                                    |                                      |                                      |                                                              |                                                            |                                       |                              |                           |                 |
| Sofía         | Entra  | Salvada   | Salvada                              | Salvada                                                    | Exp.discip.                        |                                                               | |                                     |                                     |                                           |                                           |                                    |                                      |                                      |                                                              |                                                            |                                       |                              |                           |                 |
| Bigote        | Entra  | Salvado   | Nominado                             | Expulsado                                                  |                                    |                                                               | |                                     |                                     |                                           |                                           |                                    |                                      |                                      |                                                              |                                                            |                                       |                              |                           |                 |
| Chimo         | Entra  | Nominado  | Expulsado                            |                                                            |                                    |                                                               | |                                     |                                     |                                           |                                           |                                    |                                      |                                      |                                                              |                                                            |                                       |                              |                           |                 |
|               |        |           |                                      |                                                            |                                    |                                                               | |                                     |                                     |                                           |                                           |                                    |                                      |                                      |                                                              |                                                            |                                       |                              |                           |                 |
| Eliminados    |        |           | Chimo 74,4 %                         | Bigote 75,6 %                                              | Miguel 51,7 %                      | Fiama 64,1 %                                                  | Emmy 54,5 %                                                                                              | Lucía 58,2 %                        | Canales 69,2 %                      | Adara 52,2 %                              | Adara 52,2 %                              | Cynthia 52,9 %                     | Isabel 81,9 %                        | Adara 52 %                           | Miguel 54,8 %                                                | Julen 57,5 %                                               | Sandra 51,2 %                         | Luis 1 %                     | Gemeliers 30,2 %          | Cristina 41,1 % |
| No eliminados |        |           | Cristina 25,6 % Emmy 2,3 % (Entre 3) | Miguel 24,4 % Emmy 12,2 % (Entre 3) Cristina 2 % (Entre 4) | Sandra 48,3 % Luca 0,3 % (Entre 3) | Cristina 35,9 % Cynthia 12,4 % (Entre 3) Luca 1,8 % (Entre 4) | Canales 45,5 % Cristina 8,5 % (Entre 4) Luca 8 % (Entre 4) Adara 6,2 % (Entre 6) Cynthia 3,7 % (Entre 6) | Adara 41,8 % Isabel 3,4 % (Entre 3) | Julen 30,8 % Sandra 6,8 % (Entre 3) | Gemeliers 47,8 % Cynthia 10,5 % (Entre 3) | Gemeliers 47,8 % Cynthia 10,5 % (Entre 3) | Sandra 47,1 % Julen 30 % (Entre 3) | Cristina 18,1 % Luca 0,6 % (Entre 3) | Cristina 48 % Miguel 0,2 % (Entre 3) | Cristina 45,2 % Sandra 16,3 % (Entre 3) Luca 0,3 % (Entre 4) | Luis 42,5 % Luca 2,9 % (Entre 4) Gemeliers 2,5 % (Entre 4) | Luis 48,8 % Gemeliers 7,8 % (Entre 3) | Cristina Gemeliers Luca 99 % | Cristina 30,8 % Luca 39 % | Luca 58,9 %     |

(*) Nominación disciplinaria

### Presentadores y emisiones
Los presentadores de esta edición son:
- Jorge Javier Vázquez: Galas semanales de los jueves en Telecinco.
- Jordi González: Secret Story: La noche de los secretos, debates de los domingos en Telecinco.
- Carlos Sobera: Secret Story: Cuenta atrás, segundas galas semanales de los martes y Gala 11 en Telecinco y Cuatro.
- Lara Álvarez: Secret Story: Última hora, en el access prime time de los lunes y los miércoles en Telecinco.

### Episodios y audiencias

#### Galas
| Fecha      | Día    | Características del programa                                                     | Audiencia          |
| ---------- | ------ | -------------------------------------------------------------------------------- | ------------------ |
| 09/09/2021 | Jueves | Gala 1 / Presentación y entrada                                                  | 1 604 000 (17,3 %) |
| 16/09/2021 | Jueves | Gala 2 / Expulsión de Chimo Bayo                                                 | 1 813 000 (18,2 %) |
| 23/09/2021 | Jueves | Gala 3 / Expulsión de Bigote Arrocet                                             | 1 820 000 (17,4 %) |
| 30/09/2021 | Jueves | Gala 4 / Expulsión de Miguel Frigenti                                            | 1 770 000 (18,0 %) |
| 07/10/2021 | Jueves | Gala 5 / Expulsión de Fiama Rodríguez                                            | 1 691 000 (16,7 %) |
| 14/10/2021 | Jueves | Gala 6 / Expulsión de Emmy Russ                                                  | 1 784 000 (17,7 %) |
| 21/10/2021 | Jueves | Gala 7 / Expulsión de Lucía Pariente                                             | 1 854 000 (18,5 %) |
| 28/10/2021 | Jueves | Gala 8 / Expulsión de Canales Rivera                                             | 1 721 000 (16,9 %) |
| 04/11/2021 | Jueves | Gala 9 / Expulsión de Adara Molinero / Primeros repescados                       | 1 784 000 (17,3 %) |
| 11/11/2021 | Jueves | Gala 10 / Expulsión de Cynthia Martínez / Repesca de Adara y Frigenti            | 1 756 000 (18,8 %) |
| 18/11/2021 | Jueves | Gala 11 / Expulsión de Isabel Rábago                                             | 1 679 000 (17,0 %) |
| 25/11/2021 | Jueves | Gala 12 / Segunda expulsión de Adara Molinero                                    | 1 833 000 (17,8 %) |
| 02/12/2021 | Jueves | Gala 13 / Segunda expulsión de Miguel Frigenti                                   | 1 692 000 (16,8 %) |
| 09/12/2021 | Jueves | Gala 14 / Expulsión de Julen de la Guerra                                        | 1 685 000 (16,6 %) |
| 16/12/2021 | Jueves | Gala 15 / Expulsión de Sandra Pica                                               | 1 631 000 (16,2 %) |
| 23/12/2021 | Jueves | Gala 16 - Final / Ganador: Luca Onestini / 2.ª: Cristina Porta / 3.os: Gemeliers | 1 706 000 (15,6 %) |
| MEDIA      | MEDIA  | MEDIA                                                                            | 1 738 000 (17,3 %) |

#### La noche de los secretos (Debate)
| Fecha      | Día     | Características del programa            | Audiencia          |
| ---------- | ------- | --------------------------------------- | ------------------ |
| 12/09/2021 | Domingo | Debate 1                                | 1 241 000 (12,9 %) |
| 19/09/2021 | Domingo | Debate 2                                | 1 220 000 (11,9 %) |
| 26/09/2021 | Domingo | Debate 3 / Entrada de Adara Molinero    | 1 319 000 (13,2 %) |
| 03/10/2021 | Domingo | Debate 4                                | 1 363 000 (13,8 %) |
| 10/10/2021 | Domingo | Debate 5 / Salvación de Cynthia y Adara | 1 264 000 (13,4 %) |
| 17/10/2021 | Domingo | Debate 6                                | 1 395 000 (13,7 %) |
| 24/10/2021 | Domingo | Debate 7                                | 1 319 000 (13,3 %) |
| 31/10/2021 | Domingo | Debate 8                                | 1 305 000 (13,5 %) |
| 07/11/2021 | Domingo | Debate 9                                | 1 439 000 (14,6 %) |
| 14/11/2021 | Domingo | Debate 10                               | 1 302 000 (13,6 %) |
| 21/11/2021 | Domingo | Debate 11                               | 1 023 000 (21,1 %) |
| 28/11/2021 | Domingo | Debate 12                               | 974 000 (16,1 %)   |
| 05/12/2021 | Domingo | Debate 13                               | 1 039 000 (16,3 %) |
| 12/12/2021 | Domingo | Debate 14                               | 1 365 000 (13,4 %) |
| 19/12/2021 | Domingo | Debate 15                               | 1 171 000 (11,4 %) |
| 26/12/2021 | Domingo | Debate 16 - Debate de los finalistas    | 1 140 000 (10,3 %) |
| MEDIA      | MEDIA   | MEDIA                                   | 1 242 000 (13,9 %) |

*A partir del 11.º Debate, el formato se emitió en la franja de Late night.

#### Cuenta atrás
| Fecha      | Día    | Características del programa                                                      | Audiencia           |
| ---------- | ------ | --------------------------------------------------------------------------------- | ------------------- |
| 14/09/2021 | Martes | Programa 1 / Primeras nominaciones                                                | 1 715 000 (11,8 %)  |
| 21/09/2021 | Martes | Programa 2 / Salvación de Cristina Porta y Emmy Russ                              | 1 793 000 (12.4 %)  |
| 28/09/2021 | Martes | Programa 3 / Salvación de Luca Onestini / Expulsión disciplinaria de Sofía Cristo | 1 449 000 (14,8 %)  |
| 05/10/2021 | Martes | Programa 4 / Salvación de Luca Onestini y Cynthia Martínez                        | 1 398 000 (14,1 %)  |
| 12/10/2021 | Martes | Programa 5 / Salvación de Luca Onestini y Cristina Porta                          | 1 573 000 (15,5 %)  |
| 19/10/2021 | Martes | Programa 6 / Salvación de Isabel Rábago                                           | 1 573 000 (15,7 %)  |
| 26/10/2021 | Martes | Programa 7 / Salvación de Sandra Pica                                             | 1 529 000 (15,3 %)  |
| 02/11/2021 | Martes | Programa 8 / Salvación de Cynthia Martínez                                        | 1 606 000 (16,2 %)  |
| 09/11/2021 | Martes | Programa 9 / Salvación de Julen de la Guerra                                      | 1 479 000 (14,7 %)  |
| 16/11/2021 | Martes | Programa 10 / Salvación de Luca Onestini                                          | 1 424 000 (14,8 %)  |
| 23/11/2021 | Martes | Programa 11 / Salvación de Miguel Frigenti                                        | 1 529 000 (15,0 %)  |
| 30/11/2021 | Martes | Programa 12 / Salvación de Luca Onestini y Sandra Pica                            | 1 520 000 (15,2 %)  |
| 07/12/2021 | Martes | Programa 13 / Salvación de Gemeliers y Luca Onestini                              | 1 558 000 (14,6 %)  |
| 14/12/2021 | Martes | Programa 14 / Salvación de Gemeliers                                              | 1 482 000 (15,1 %)  |
| 21/12/2021 | Martes | Programa 15 - Semifinal / 4.º finalista: Luis Rollán                              | 1 429 000 (13,7 %)  |
| 30/12/2021 | Jueves | Programa 16 - Debate Final                                                        | 1 173 000 (11,0 %)  |
| MEDIA      | MEDIA  | MEDIA                                                                             | 1 514 000 (14,36 %) |

## Secret Story: La casa de los secretos(2022)
- 13 de enero de 2022 - 7 de abril de 2022 (84 días).

Tras la primera edición de Secret Story: La casa de los secretos, Mediaset España anunció el día 17 de diciembre la renovación del formato por una segunda edición, pero a diferencia de la primera, no sería con famosos, sino con caras nuevas en televisión (anónimos), seleccionadas mediante un casting creado por la productora Zeppelin TV, llamado "The Genuine". Para esta nueva etapa del formato, contaría con Carlos Sobera como presentador principal, junto a Toñi Moreno (La noche de los secretos), Sandra Barneda y Lidia Torrent (Última hora).
Durante el programa, varios famosos entraron en la casa como invitados VIP temporales, pasando unos días en la casa. Estos fueron: Nagore Robles, Isa Pantoja, Carmen Lomana, Belén Esteban, Tom Brusse, Víctor Sandoval y Miriam Saavedra. Cabe destacar también que Kiko Rivera iba a ser en principio el primero de estos visitantes, pero tras unas polémicas declaraciones, se prescindió del DJ.
A diferencia de la primera edición, el premio para el ganador elegido por la audiencia sería de 150 000 € en vez de 50 000 €. Además, como novedad en la historia de un reality en España, el sistema de votación de la audiencia pasaría a ser gratuito a través de la web oficial del programa, en lugar del televoto de pago. Esto se debe a petición del público debido a las polémicas discrepancias en la edición anterior entre las decisiones de la audiencia general y las de la audiencia votante. A su vez, el premio para el juego de los secretos sería de 50 000 €.
El lema de este año es "Será nuestro secreto".

### Concursantes
|                |               | Procedencia | Edad                                 | Profesión        | Duración                                                   | Información      |
| -------------- | ------------- | ----------- | ------------------------------------ | ---------------- | ---------------------------------------------------------- | ---------------- |
|                | Rafa Martínez | Cuenca      | 28                                   | Fontanero        | 84 días                                                    | Ganador (76,1 %) |
| Marta Jurado   | Teruel        | 27          | Teniente de alcaldesa                | 84 días          | 2.ª finalista (23,9 %)Ganadora del "juego de los secretos" |                  |
| Adrián Tello   | Zaragoza      | 26          | Opositor a Profesor de primaria      | 84 días          | 3.er finalista                                             |                  |
| Carlos Peña    | Madrid        | 27          | Modelo                               | 77 días          | 4.º finalista                                              |                  |
| Cora Vaquero   | Barcelona     | 25          | Esteticista                          | 73 / 5 días      | 5.ª finalista                                              |                  |
| Sara Cruz      | Tenerife      | 20          | Estudiante de Marketing y Publicidad | 14 días          | 11.ª expulsión / Reserva                                   |                  |
| David Colchero | Sevilla       | 24          | Personal de desguace                 | 70 / 5 días      | 10.ª expulsión                                             |                  |
| Álvaro López   | Albacete      | 27          | Interventor de ayuntamiento          | 60 días          | 9.ª expulsión                                              |                  |
| Laila Lahr     | Málaga        | 27          | Secretaria                           | 56 días          | 8.ª expulsión                                              |                  |
| Carmen Nadales | Córdoba       | 26          | Estudiante de Matemáticas            | 52 / 5 días      | Expulsión disciplinaria                                    |                  |
| Alatzne Mateos | Guipúzcoa     | 44          | Técnica sanitaria                    | 49 días          | 7.ª expulsión                                              |                  |
| Nissy Lahr     | Murcia        | 27          | Camarera                             | 45 días          | 6.ª expulsión                                              |                  |
| Virginia Sanz  | Cádiz         | 27          | Guía turística                       | 42 días          | 5.ª expulsión                                              |                  |
| Brenda Bolarín | Madrid        | 40          | Barrendera                           | 35 días / 1 hora | 4.ª expulsión                                              |                  |
| Kenny Álvarez  | Barcelona     | 30          | Modelo y bailarín                    | 31 días          | Abandono voluntario                                        |                  |
| Alberto Maroto | Madrid        | 36          | Barista                              | 27 días          | 3.ª expulsión                                              |                  |
| Elena Olmo     | Sevilla       | 27          | Consultora de ventas                 | 20 días          | 2.ª expulsión                                              |                  |
| Héctor Cruz    | Tenerife      | 43          | Fotógrafo                            | 13 días          | 1.ª expulsión                                              |                  |

### Secretos
| N.º | Secreto                                                 | Dueño         | Esferas                              | Descubierto por… | Fecha      |
| --- | ------------------------------------------------------- | ------------- | ------------------------------------ | ---------------- | ---------- |
| 1   | "Recurrí a las colas del hambre para sobrevivir"        | Cora          | 7 (n.os 3, 4, 6, 8, 10, 11 y 12)     | No descubierto   | 31/03/2022 |
| 2   | "Soy virgen"                                            | Carmen        | Ninguna                              | No descubierto   | 07/03/2022 |
| 3   | "Tengo una hermana que no conozco"                      | Colchero      | Ninguna                              | No descubierto   | 31/03/2022 |
| 4   | "Cuando me aburro en el sexo, me duermo"                | Marta         | 8 (n.os 1, 2, 5, 7, 13, 14, 15 y 16) | No descubierto   | 31/03/2022 |
| 5   | "Intoxiqué a mi barrio con croquetas de cemento"        | Alatzne       | Ninguna                              | No descubierto   | 07/03/2022 |
| 6   | "Le fui infiel a mi pareja con más de 100 personas"     | Héctor        | Ninguna                              | No descubierto   | 20/02/2022 |
| 7   | "He abierto un cadáver"                                 | Álvaro        | Ninguna                              | No descubierto   | 22/03/2022 |
| 8   | "Estafé a mis amistades con marcas de lujo"             | Elena         | Ninguna                              | No descubierto   | 20/02/2022 |
| 9   | "Me enganché a comer estropajos"                        | Brenda        | Ninguna                              | No descubierto   | 20/02/2022 |
| 10  | "Fui catequista y casi tomo los hábitos"                | Carlos        | Ninguna                              | Cora Vaquero     | 20/03/2022 |
| 11  | "Me sedujo una amistad de mi madre"                     | Kenny         | Ninguna                              | No descubierto   | 01/03/2022 |
| 12  | "Nuestra madre ha querido al dinero más que a nosotras" | Laila y Nissy | Ninguna                              | No descubierto   | 15/03/2022 |
| 13  | "Tuve un lío con un actor/actriz 20 años mayor que yo"  | Virginia      | Ninguna                              | No descubierto   | 01/03/2022 |
| 14  | "Fui una persona obesa que ni salía de casa"            | Alberto       | Ninguna                              | No descubierto   | 20/02/2022 |
| 15  | "Mi jefa rompió su matrimonio por mí"                   | Rafa          | Ninguna                              | Marta Jurado     | 24/03/2022 |
| 16  | "Engañé a mis padres para vivir un amor"                | Adrián        | 1 (n.º 9)                            | No descubierto   | 31/03/2022 |

### Tabla de estadísticas
|               | Gala 1 | Gala 1 | Gala 2    | Gala 3                                        | Gala 4                                                   | Gala 5                                                         | Gala 6                                                                                           | Gala 7                                                                                                | Debate 7                   | Gala 8             | Gala 9                                                                        | Gala 10                                                 | Gala 11                                              | Gala 11                | Gala 12                         | Semifinal                | Final           | Final        |
| ------------- | ------ | ------ | --------- | --------------------------------------------- | -------------------------------------------------------- | -------------------------------------------------------------- | ------------------------------------------------------------------------------------------------ | --- | -------------------------- | ------------------ | ----------------------------------------------------------------------------- | ------------------------------------------------------- | ---------------------------------------------------- | ---------------------- | ------------------------------- | ------------------------ | --------------- | ------------ |
| Rafa          | Entra  | Exento | Salvado   | Nominado                                      | Nominado                                                 | Nominado                                                       | Nominado                                                                                         | Salvado                                                                                               | Exento                     | Nominado           | Nominado                                                                      | Nominado                                                | Nominado                                             | Finalista              | Finalista                       | Finalista                | Finalista       | Ganador      |
| Marta         | Entra  | Exenta | Salvada   | Salvada                                       | Salvada                                                  | Salvada                                                        | Nominada                                                                                         | Salvada                                                                                               | Exenta                     | Salvada            | Salvada                                                                       | Salvada                                                 | Nominada                                             | Finalista              | Finalista                       | Finalista                | Finalista       | Segunda      |
| Adrián        | Entra  | Exento | Salvado   | Salvado                                       | Salvado                                                  | Nominado                                                       | Inmune                                                                                           | Salvado                                                                                               | Exento                     | Salvado            | Nominado                                                                      | Nominado                                                | Nominado                                             | Finalista              | Finalista                       | Finalista                | Tercero         |              |
| Carlos        | Entra  | Exento | Salvado   | Salvado                                       | Salvado                                                  | Salvado                                                        | Inmune                                                                                           | Nominado                                                                                              | Nominado                   | Nominado           | Salvado                                                                       | Nominado                                                | Salvado                                              | Finalista              | Finalista                       | Cuarto                   |                 |              |
| Cora          | Entra  | Exenta | Salvada   | Salvada                                       | Salvada                                                  | Salvada                                                        | Inmune                                                                                           | Nominada                                                                                              | Nominada                   | Nominada           | Salvada                                                                       | Salvada                                                 | Salvada                                              | Finalista              | Quinta                          | Visita                   |                 |              |
| Sara          |        |        |           |                                               |                                                          |                                                                |                                                                                                  | |                            |                    | Entra                                                                         | Inmune                                                  | Nominada                                             | Expulsada              |                                 |                          |                 |              |
| Colchero      | Entra  | Exento | Salvado   | Salvado                                       | Salvado                                                  | Salvado                                                        | Nominado                                                                                         | Salvado                                                                                               | Exento                     | Salvado            | Nominado                                                                      | Nominado                                                | Expulsado                                            |                        |                                 | Visita                   |                 |              |
| Álvaro        |        | Entra  | Nominado  | Salvado                                       | Nominado                                                 | Nominado                                                       | Nominado                                                                                         | Salvado                                                                                               | Exento                     | Nominado           | Nominado                                                                      | Expulsado                                               |                                                      |                        |                                 |                          |                 |              |
| Laila         | Entra  | Exenta | Inmune    | Inmune                                        | Inmune                                                   | Nominada                                                       | Nominada                                                                                         | Salvada                                                                                               | Exenta                     | Nominada           | Expulsada                                                                     |                                                         |                                                      |                        |                                 |                          |                 |              |
| Carmen        | Entra  | Exenta | Nominadaº | Nominada                                      | Nominada                                                 | Salvada                                                        | Inmune                                                                                           | Salvada                                                                                               | Exenta                     | Nominada           | Exp.discip.                                                                   |                                                         |                                                      |                        |                                 | Visita                   |                 |              |
| Alatzne       | Entra  | Exenta | Nominada  | Nominada                                      | Nominada                                                 | Salvada                                                        | Nominada                                                                                         | Nominada                                                                                              | Nominada                   | Expulsada          |                                                                               |                                                         |                                                      |                        |                                 |                          |                 |              |
| Nissy         | Entra  | Exenta | Inmune    | Inmune                                        | Inmune                                                   | Nominada*                                                      | Inmune                                                                                           | Nominada                                                                                              | Expulsada                  |                    |                                                                               |                                                         |                                                      |                        |                                 |                          |                 |              |
| Virginia      | Entra  | Exenta | Salvada   | Salvada                                       | Salvada                                                  | Salvada                                                        | Nominada                                                                                         | Expulsada                                                                                             |                            |                    |                                                                               |                                                         |                                                      |                        |                                 |                          |                 |              |
| Brenda        | Entra  | Exenta | Salvada   | Salvada                                       | Salvada                                                  | Nominada*                                                      | Expulsada                                                                                        | |                            |                    |                                                                               |                                                         |                                                      |                        |                                 |                          |                 |              |
| Kenny         | Entra  | Exento | Salvado   | Salvado                                       | Salvado                                                  | Nominado                                                       | Abandono                                                                                         | |                            |                    |                                                                               |                                                         |                                                      |                        |                                 |                          |                 |              |
| Alberto       | Entra  | Exento | Salvado   | Salvado                                       | Nominado                                                 | Expulsado                                                      |                                                                                                  | |                            |                    |                                                                               |                                                         |                                                      |                        |                                 |                          |                 |              |
| Elena         | Entra  | Exenta | Salvada   | Nominada                                      | Expulsada                                                |                                                                |                                                                                                  | |                            |                    |                                                                               |                                                         |                                                      |                        |                                 |                          |                 |              |
| Héctor        | Entra  | Exento | Nominado  | Expulsado                                     |                                                          |                                                                |                                                                                                  | |                            |                    |                                                                               |                                                         |                                                      |                        |                                 |                          |                 |              |
|               |        |        |           |                                               |                                                          |                                                                |                                                                                                  | |                            |                    |                                                                               |                                                         |                                                      |                        |                                 |                          |                 |              |
| Eliminados    |        |        |           | Héctor 71 %                                   | Elena 85,9 %                                             | Alberto 56,7 %                                                 | Brenda 56,4 %                                                                                    | Virginia 60 %                                                                                         | Nissy 44,5 %               | Alatzne 47,2 %     | Laila 78 %                                                                    | Álvaro 60,7 %                                           | Colchero 51 %                                        | Sara 44 %              | Cora 1,1 %                      | Carlos 2,5 %             | Adrián 5 %      | Marta 23,9 % |
| No eliminados |        |        |           | Carmen 15 % Álvaro 14 % Alatzne 8 % (Entre 4) | Rafa 14,1 % Alatzne 6,1 % (Entre 3) Carmen 4 % (Entre 4) | Álvaro Carmen 43,3 % Rafa 10 % (Entre 5) Alatzne 8 % (Entre 5) | Nissy 43,6 % Adrián 14,6 % (Entre 3) Rafa 9 % (Entre 7) Laila 4 % (Entre 7) Álvaro 1 % (Entre 7) | Laila Marta 40 % Alatzne 6 % (Entre 7) Rafa 3 % (Entre 7) Álvaro 2 % (Entre 7) Colchero 1 % (Entre 7) | Alatzne Carlos Cora 55,5 % | Carlos Cora 52,8 % | Rafa 22 % Cora 14,7 % (Entre 3) Álvaro 3,4 % (Entre 4) Carlos 3,1 % (Entre 5) | Adrián 39,3 % Rafa 2 % (Entre 4) Colchero 1 % (Entre 4) | Carlos 49 % Adrián 10 % (Entre 4) Rafa 4 % (Entre 4) | Marta Adrián Rafa 56 % | Adrián Carlos Marta Rafa 98,9 % | Adrián Marta Rafa 97,5 % | Marta Rafa 95 % | Rafa 76,1 %  |

(º) Nominación por el público.
(*) Nominación disciplinaria.

### Invitados VIP
| Invitado        | Procedencia | Edad    | Conocido por ser…              | Duración | Semana           |
| --------------- | ----------- | ------- | ------------------------------ | -------- | ---------------- |
| Nagore Robles   | Vizcaya     | 39 años | Concursante de Gran Hermano 11 | 4 días   | Semana 5         |
| Isa Pantoja     | Cádiz       | 26 años | Hija de Isabel Pantoja         | 3 días   | Semana 6         |
| Carmen Lomana   | León        | 73 años | Empresaria                     | 3 días   | Semana 7         |
| Belén Esteban   | Madrid      | 48 años | Expareja de Jesulín de Ubrique | 4 días   | Semana 9         |
| Víctor Sandoval | Barcelona   | 55 años | Presentador de TV              | 5 días   | Semana 10        |
| Miriam Saavedra | Lima        | 28 años | Expareja de Carlos Lozano      | 18 días  | Semanas 10-11-12 |
| Tom Brusse      | Marrakech   | 29 años | Participante de LIDLT 2        | 18 días  | Semanas 10-11-12 |

### Presentadores y emisiones
Los presentadores de esta edición son:
- Carlos Sobera: Galas semanales de los miércoles o jueves en Telecinco.
- Toñi Moreno: Secret Story: La noche de los secretos, debates de los domingos en Telecinco.
- Sandra Barneda: Secret Story: Última hora, en el access prime time de los martes y Gala 7 en Telecinco.
- Lidia Torrent: Secret Story: Última hora, en el access prime time de los martes y en diferentes conexiones en canales de Mediaset España.

### Episodios y audiencias

#### Galas
| Fecha      | Día       | Características del programa                               | Audiencia          |
| ---------- | --------- | ---------------------------------------------------------- | ------------------ |
| 13/01/2022 | Jueves    | Gala 0 / Entrada de los concursantes                       | 1 541 000 (14,5 %) |
| 19/01/2022 | Miércoles | Gala 1 / Primeras nominaciones                             | 1 254 000 (12,5 %) |
| 26/01/2022 | Miércoles | Gala 2 / Expulsión de Héctor                               | 1 270 000 (12,3 %) |
| 02/02/2022 | Miércoles | Gala 3 / Expulsión de Elena                                | 1 309 000 (13,1 %) |
| 09/02/2022 | Miércoles | Gala 4 / Visita de Nagore Robles / Expulsión de Alberto    | 1 164 000 (14,4 %) |
| 17/02/2022 | Jueves    | Gala 5 / Visita de Isa Pantoja / Expulsión de Brenda       | 1 220 000 (11,7 %) |
| 24/02/2022 | Jueves    | Gala 6 / Visita de Carmen Lomana / Expulsión de Virginia   | 1 176 000 (11,2 %) |
| 03/03/2022 | Jueves    | Gala 7 / Expulsión de Alaztne                              | 1 093 000 (12,8 %) |
| 10/03/2022 | Jueves    | Gala 8 / Entrada de Sara / Expulsión de Laila              | 1 141 000 (13,6 %) |
| 17/03/2022 | Jueves    | Gala 9 / Expulsión de Álvaro                               | 1 114 000 (10,8 %) |
| 24/03/2022 | Jueves    | Gala 10 / Expulsión de Colchero y Sara                     | 1 147 000 (11,6 %) |
| 27/03/2022 | Domingo   | Gala 11 / 5.ª finalista: Cora                              | 1 048 000 (9,9 %)  |
| 31/03/2022 | Jueves    | Gala 12 - Semifinal / 4.º finalista: Carlos                | 1 221 000 (12,0 %) |
| 07/04/2022 | Jueves    | Gala 13 - Final / Ganador: Rafa / 2.ª: Marta / 3.o: Adrián | 1 332 000 (12,9 %) |
| MEDIA      | MEDIA     | MEDIA                                                      | 1 216 000 (12,4 %) |

#### La noche de los secretos (Debate)
| Fecha      | Día     | Características del programa                                                                     | Audiencia          |
| ---------- | ------- | ------------------------------------------------------------------------------------------------ | ------------------ |
| 16/01/2022 | Domingo | Debate 1 / Entrada de Álvaro                                                                     | 1 168 000 (11,2 %) |
| 23/01/2022 | Domingo | Debate 2 / Salvación de Alatzne                                                                  | 1 072 000 (10,6 %) |
| 30/01/2022 | Domingo | Debate 3 / Salvación de Carmen                                                                   | 1 223 000 (11,9 %) |
| 06/02/2022 | Domingo | Debate 4 / Salvación de Alatzne y Rafa                                                           | 1 064 000 (10,6 %) |
| 13/02/2022 | Domingo | Debate 5 / Salvación de Álvaro, Laila y Rafa / Abandono de Kenny                                 | 1 110 000 (10,7 %) |
| 20/02/2022 | Domingo | Debate 6 / Salvación de Colchero, Álvaro, Rafa y Alatzne                                         | 1 105 000 (10,9 %) |
| 27/02/2022 | Domingo | Debate 7 / Expulsión de Nissy                                                                    | 1 250 000 (11,9 %) |
| 06/03/2022 | Domingo | Debate 8 / Expulsión disciplinaria de Carmen / Visita de Belén Esteban                           | 1 168 000 (11,2 %) |
| 13/03/2022 | Domingo | Debate 9 / Salvación de Colchero y Rafa, visita de Miriam Saavedra, Víctor Sandoval y Tom Brusse | 1 088 000 (10,3 %) |
| 20/03/2022 | Domingo | Debate 10 / Salvación de Rafa y Adrián                                                           | 1 108 000 (10,2 %) |
| 12/04/2022 | Martes  | Debate 11 / Las cuentas pendientes de los finalistas                                             | 1 006 000 (6,9 %)  |
| MEDIA      | MEDIA   | MEDIA                                                                                            | 1 124 000 (10,6 %) |

## Palmarés
| Edición      | Fecha | Presentador          | Cadena    | Ganador televoto | Subcampeón     | Tercer lugar | Ganador esfera |
| ------------ | ----- | -------------------- | --------- | ---------------- | -------------- | ------------ | -------------- |
| Secret Story | 2021  | Jorge Javier Vázquez | Telecinco | Luca Onestini    | Cristina Porta | Gemeliers    | Sandra Pica    |
| Secret Story | 2022  | Carlos Sobera        | Telecinco | Rafa Martínez    | Marta Jurado   | Adrián Tello | Marta Jurado   |

## Audiencias
| Edición                               | Fecha de emisión | Cadena    | Espectadores | Cuota de pantalla | Gran final         |
| ------------------------------------- | ---------------- | --------- | ------------ | ----------------- | ------------------ |
| Secret Story: La casa de los secretos | 2021             | Telecinco | 1 721 000    | 17,1 %            | 1 706 000 (15,6 %) |
| Secret Story: La casa de los secretos | 2022             | Telecinco | 1 216 000    | 12,4 %            | 1 332 000 (12,9 %) |